# コンジット・カット
コンジット･カット（英: Conduit Cut）とは、1950年代末期から1960年代初頭に隆盛した、ロンドンのメイフェア・コンジット通りで仕立てられたスーツ・スタイル。

## 概要
ロンドンはテーラー街のサビルロウ通りに隣接するコンジット通り。ここに50年代末期から60年代初頭にかけてニューウェイヴのテーラーが軒を並べた。スタイルのテイストは、旧来のロンドン・カットではなく、大陸的（フランスやイタリア風）ないわゆる後にコンチネンタルと呼ばれる様式に近いテイストを持っていた。コンジット・カットで有名なテーラーとしては、Cyril CastelやAnthony Sinclairが挙げられる。
Cyril Castelはコンジット通り42番地に店を構え、新しいセンスに敏感な俳優や富裕な顧客を持ち、スウォールン・チェストといった胸を豊かに強調したスタイルや、欧州大陸の流行を取り入れたカッティングを提案していた。
一方、Anthony Sinclairはコンジット通りの43番地に店を構え、こちらも'50年代のパリやローマのスタイルを取り入れたスーツを仕立てていた。彼を一躍有名にしたのが、映画「007シリーズ」でショーン・コネリーが着たスーツである。書物では当時の映画を監督したテレンス・ヤングご贔屓のテーラーとして記されている。4作目の「サンダーボール作戦」では、ショーン・コネリーの仕立て人としてAnthony Sinclairの名前をエンドクレジットに見ることができる。
コンジット通り界隈に軒を並べた新進テーラーたちの手がけるコンジット・カットには定められた特長は存在しない。サビルロウの伝統的なテーラーとは異なるアプローチで、当時としてはニュー・トレンドのモダーンなスーツを仕立てていたという点では共通している。
あえて言うなら、50年代末期より散見されたミニマルなスタイルで、イギリスの土着性よりも欧州大陸を見据えた国際的なセンスに注目している点である。
アメリカン・スーツの影響を指摘する向きもあるが、サックスーツのルーツはアメリカに出稼ぎ・移民したイタリア系およびユダヤ系の仕立て職人の仕事であり、英国スーツの構築性を持つコンジット系スーツとの関連性は希薄と言わざるを得ない。
なお、コンジット・カットに唯一共通するものとして、ラテン系スーツに散見されるチェスト部分からポケットを通り過ぎて裾にまっすぐ落ちる「エクステンド・ダーツ」がある。